# Schismatoglottis canaliculata
Schismatoglottis canaliculata är en kallaväxtart som beskrevs av Adolf Engler. Schismatoglottis canaliculata ingår i släktet Schismatoglottis och familjen kallaväxter. Inga underarter finns listade.